# Zoumi (kommun)
Zoumi (franska: Zoumi (CR), Zoumi (Commune Rurale), arabiska: مقريصات) är en kommun i Marocko.   Den ligger i provinsen Ouezzane och regionen Tanger-Tétouan-Al Hoceïma, i den nordöstra delen av landet, 160 km nordost om huvudstaden Rabat. Antalet invånare är 35 889.